# Фенобарбітал
Фенобарбітал (лат. Phenobarbitalum, 5-етил-5-фенобарбітальна кислота) — снодійний та протисудомний засіб з групи барбітуратів. Білий кристалічний порошок слабогіркого смаку, без запаху. Погано розчиняється у воді та спирті. Цей препарат належить до групи ліків, заборонених більшістю дипломованих фармакологів, оскільки належить до 1 групи (легких) наркотичних засобів.[джерело?]

## Історія відкриття
Компанія Bayer випустила фенобарбітал в продаж в 1912 році під торговельною назвою Luminal. Новий барбітурат був синтезований німецьким хіміком Емілем Фішером в 1904 році, через 2 роки після синтезу першого барбітурату — барбітала. Люмінал залишався загальноприйнятим седативним і снодійним засобом аж до появи бензодіазепінів в 1950-х роках.

## Загальна інформація
Зазвичай фенобарбітал розглядають як снодійний засіб. Дійсно, він має виражену снодійну дію і використовується при розладах сну. Проте найбільше значення цей препарат має як протиепілептичний засіб. У малих дозах фенобарбітал діє як заспокійливий засіб, і у поєднанні з іншими препаратами (спазмолітиками, судинорозширювальними засобами) його використовують при нейровегетативних розладах. Фенобарбітал призначають також при хореї, спастичних паралічах, різних судомних реакціях.
При вживанні фенобарбітал повністю, але відносно повільно всмоктується. Пік концентрації в крові спостерігається через 1—2 год після приймання. Близько 50 % зв'язується білками плазми. Препарат рівномірно розподіляється в різних органах і тканинах; менші концентрації його виявляються в тканинах мозку. Період напіввиведення у дорослих осіб становить 2—4 доби (7 діб в новонароджених). Оскільки препарат виводиться з організму повільно, необхідно враховувати небезпеку кумуляції.
Метаболізується мікросомальними ферментами печінки. Неактивний метаболіт (4-оксифенобарбітал) виділяється нирками у вигляді глюкуроніда, а близько 25 % — в незміненому вигляді.
Зазвичай його застосовують у поєднанні зі спазмолітичними, судинорозширювальними та іншими засобами (див. пігулки «Андіпал», «Белатамінал», «Теофедрин» та ін.). Він входить до складу препаратів корвалол і валокордин. Тривалого вживання фенобарбіталу і препаратів, що містять його, як снодійні та заспокійливі засоби, слід уникати у зв'язку з можливістю їх кумуляції та розвитку звикання. Останнім часом ряд готових лікарських форм, що містять фенобарбітал (пігулки «Пірамінал», «Діафеїн», «Люпаверін», «Теодинал», «Мікройод з фенобарбіталом» та ін.), виключений з номенклатури лікарських засобів.
Для лікування хворих епілепсією фенобарбітал був вперше застосований в 1912 р. і досі вважається одним з найефективніших протиепілептичних засобів. Його широко застосовують при генералізованих тоніко-клонічніх припадках (grand mal), а також при фокальних нападах у дорослих і дітей. Дорослим його призначають, починаючи з дози 0,05 г 2 рази в день і поступово підвищуючи дозу доти, поки не припиняться напади, але не більше 0,6 г на добу. Дітям препарат призначають в менших дозах відповідно до віку (не перевищуючи вищих разових і добових доз). Лікування, як правило, тривале. Припиняти приймання фенобарбіталу при епілепсії треба поступово, оскільки раптове скасовування препарату може викликати розвиток нападу і навіть епілептичного статусу. Для лікування епілепсії фенобарбітал часто призначають у поєднанні з іншими лікарськими засобами. Зазвичай ці поєднання підбирають індивідуально залежно від форми та перебігу епілепсії та загального стану хворого. Існують, проте, і готові комбіновані препарати ("Глюферал", "Паглюферал", "Фалілепсин" та ін.).
Російський психіатр М. Я. Серейський запропонував екстемпоральну комбінацію (суміш Серейського), яка досі застосовується для лікування хворих епілепсією. Вищі дози для дорослих всередину: разова 0,2 г; добова 0,5 г. Однією з властивостей фенобарбіталу є його здатність викликати індукцію ферментів і підсилювати активність монооксигеназної ферментної системи печінки, що слід враховувати при одночасному його вживанні з іншими лікарськими засобами, дія яких може при цьому послаблюватися (див. "Бензонал"). З цією ж особливістю фенобарбіталу пов'язана його здатність зменшувати гіпербілірубінемію, що лежить в основі його вживання для лікування і профілактики гемолітичної хвороби новонароджених. Фенобарбітал призначається недоношеним новонародженим дітям з метою створення сприятливих умов для підтримки процесів дозрівання в головному мозку. Сприяє мієлінізації нервової тканини.

## Побічні реакції
При лікуванні фенобарбіталом, особливо при тривалому прийманні його, можливі побічні явища, обумовлені не лише пригніченням діяльності ЦНС, але також зниженням артеріального тиску, алергічні реакції (шкірний висип та ін.), зрушення у формулі крові. Одночасне вживання фенобарбіталу з іншими седативними препаратами призводить до посилення седативно-гіпнотичного ефекту і може супроводжуватися пригнобленням дихання.

## Дозування
Як снодійний засіб фенобарбітал призначають дорослим в дозі 0,1—0,2 г на приймання зазвичай за 1/2—1 год до сну. Тривалість снодійної дії становить 6—8 год. Дітям залежно від віку призначають від 0,005 до 0,0075 г. Небажаною властивістю фенобарбіталу є те, що при його вживанні може спостерігатися виражена післядія: загальне пригнічення, сонливість, що продовжується, ністагм, атаксія та ін. Як заспокійливий і спазмолітичний засіб фенобарбітал призначають в дозі 0,01—0,03—0,05 г 2—3 рази в день.

## Протипоказання
Препарат протипоказаний при важких ураженнях печінки та нирок з порушенням їх функцій, при алкоголізмі, наркотичній залежності, міастенії, при гіперчутливості до ліків, вираженій анемії гіперкінези, гіпофункції надниркових залоз, при тиреотоксикозі, депресії, бронхообструктивних захворюваннях легенів, вагітності (I та III триместри), в період лактації (щоб уникнути тератогенної дії). Слід також враховувати, що в жінок, що годують грудьми при прийманні фенобарбіталу він в значних кількостях виявляється в молоці.